# Русалка (хижа)
Вижте пояснителната страница за други значения на Русалка.
Хижа Русалка се намира в Стара планина. Разположена е на южния склон на Калоферския Балкан по левия бряг на река Тъжа на 1130 м н.в.
От село Тъжа до хижата води коларски път с дължина 10 км. Пътят продължава на север до хижа Тъжа, Русалийския проход и квартал Острец на Априлци.